# Pintor de Heidelberg

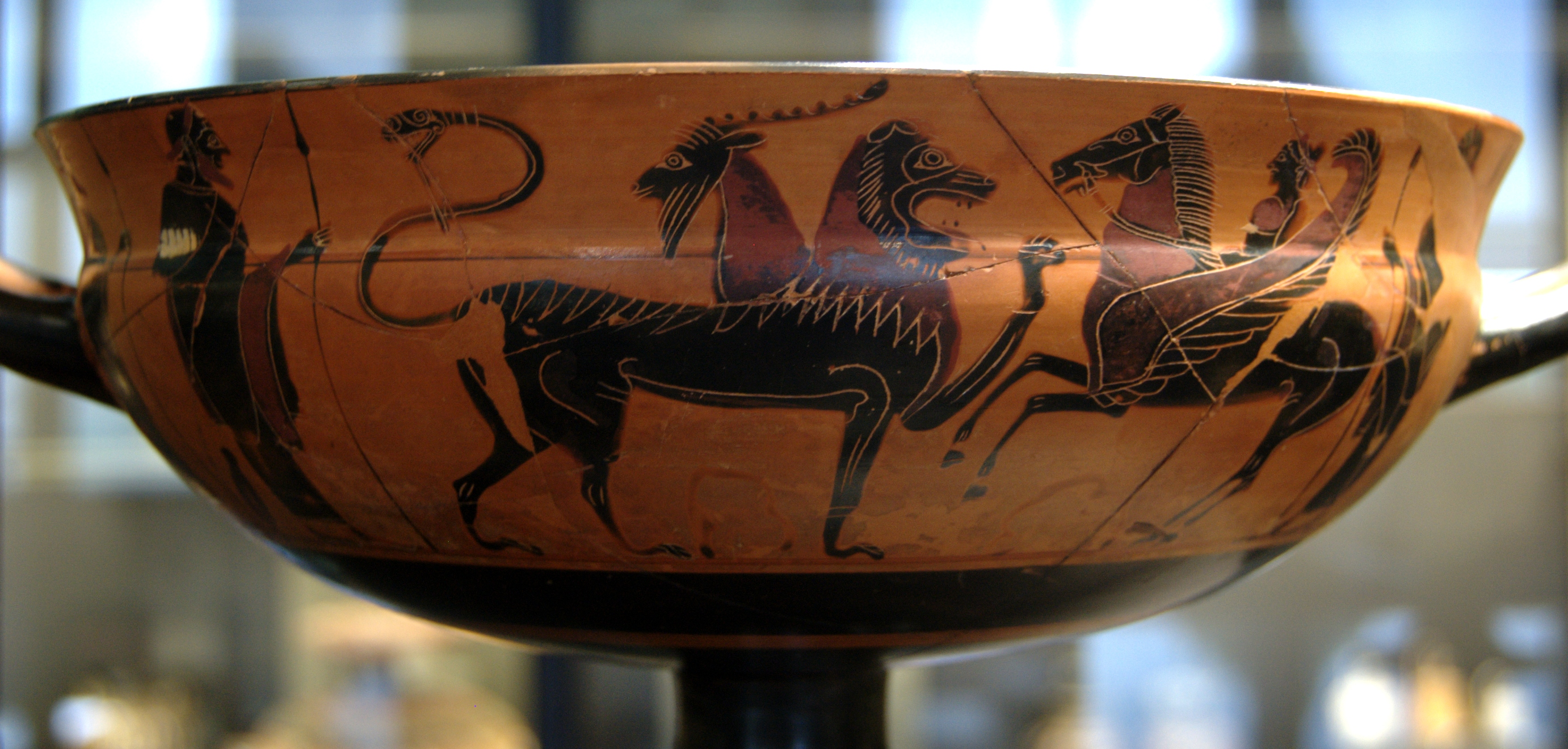
Copa de Siana de figuras negras, Belerofonte y la Quimera, París, Louvre A478.

Pintor de Heidelberg es el nombre convenido que se da a un pintor ático de vasos, activo entre los años 575 y 555 a. C., llamado así por ser el autor de dos copas conservadas en la colección de la Universidad Ruprecht Karl de Heidelberg (S61 y S5). Es, después del Pintor C, uno de los más grandes entre los decoradores de Copas de Siana, con el que inició en Atenas ese proceso de especialización en la tipología de la producción, que se especificó con los Pequeños maestros y revivió en el período de las figuras rojas.
El pintor de Heidelberg es estilísticamente cercano al Pintor de Amasis por sus elecciones temáticas y compositivas y por el dibujo con contornos señalados, tanto que fue considerado durante mucho tiempo por John Beazley el mismo autor en una fase juvenil. Más tarde se prefirió considerarlos alumnos del mismo maestro o, más frecuentemente, ser el más joven de los pintores de Amasis, este último es considerado un alumno del Pintor de Heidelberg.

## Estilo
Sus obras, más ambiciosas que las del Pintor C, testimonian un grado de elaboración superior a las de aquel, con figuras muy detalladas dispuestas en frisos anchos en sus copas. Pero su repertorio es menos extenso, y se consagra de manera más exclusiva a la decoración de copas, con a menudo menos éxito en el detalle. Su estilo deriva igualmente de las últimas obras del Grupo Comasta, pero trabaja de una manera más próxima a la del Pintor de Amasis en su primer periodo, donde se advierte la expresión de audacia, los ojos grandes, el dibujo elaborado de los drapeados y de las franjas.

## Obras atribuidas
Una de las primeras obras del Pintor de Heidelberg se encuentra en Florencia. Es una copa de Siana del tipo superpuesto con escenas de gimnasio en la parte exterior, como se encuentra comúnmente en el segundo cuarto del siglo VI a. C. El tondo interior lleva el grupo de Áyax que lleva el cuerpo de Aquiles y muestra, a pesar de su mal estado de conservación, la diferencia de tratamiento que existe entre esta escena y la representada por Clitias en el Vaso François, debido al temperamento de los dos artistas, pero también a la diferente función del objeto decorado.
Un kílix posterior, conservado en Múnich  está decorado con otras dos escenas de género en las paredes exteriores: la vestimenta de un guerrero según una forma característica en tiempos arcaicos y una escena de gimnasio con un solo atleta preparándose para lanzar el disco, esta última notable por la temprana presencia de un escorzo. En comparación con la Copa de Florencia, la influencia de las Clitias es evidente en el diseño, del que el pintor de Heidelberg extrae características de mayor elegancia y austeridad.
La Copa de Würzburg  también pertenece al período de madurez del Pintor de Heidelberg. Lleva en un lado una imagen de Dioniso sentado tranquilo en el acto de recibir el homenaje de las figuras femeninas y masculinas, mientras que en el lado opuesto la escena de la entrega del pequeño Aquiles al centauro Quirón, generalmente tranquila, se desarrolla de manera animada y alegre, introduciendo un ambiente familiar del que el matrimonio, con su banquete, es una fase preliminar.